# Paróquia Sant'Ana (Luís Gomes)
A Paróquia de Sant'Ana é uma circunscrição eclesiástica católica brasileira sediada no município de Luís Gomes, no interior do estado do Rio Grande do Norte. Faz parte da Diocese de Mossoró, estando situada na Forania de Pau dos Ferros. 

## História
A paróquia Sant'Ana foi criada em 1° de junho de 1886, desmembrada da paróquia de Pau dos Ferros, quatro anos antes de Luís Gomes se tornar município, mas seu primeiro vigário, o padre Gabriel Toscano da Rocha, só viria a assumir em 1910. A primeira imagem de Senhora Sant’Ana chegou ao município pelas mãos de Padre Anacleto, em 1806, devido a um voto de fé para que alcançasse êxito no curso eclesiástico. Uma vez ordenado, solicitou a construção de um altar e ali colocou a imagem da Mãe de Maria Santíssima, naquele mesmo ano.
Em 1914 houve a ampliação da primitiva capela, com a construção da fachada e corredores, passando a medir 25 metros de comprimento, por 15 metros de largura, num total de 375 metros quadrados. Havia três altares, sendo o principal o altar-mor de Senhora Sant’Ana e duas laterais: Coração de Jesus e de Maria Santíssima e São José e Nossa Senhora da Conceição. A restauração da paróquia ocorreu em 08 de dezembro de 1920, por Dom Antônio dos Santos Cabral, com a denominação: “Freguesia de Santana de Luís Gomes”, na administração diocesana de D. Antônio dos Santos Cabral, 2º Bispo de Natal. 
Desde a sua criação, os seguintes padres já passaram pela paróquia:
1. Gabriel Toscano da Rocha (1910);
2. Benedito Basílio Alves (1911 e 1929-1933);
3. Elesbão Gurgel (1912);
4. José Mendes (1913);
5. José Soares (1914);
6. Antônio Vicente (1915);
7. Manoel Galvão (1916-1919);
8. João Soares Brito (1919-1920);
9. Fortunato Arêa Leão (1920-1926);
10. Vicente de Freitas (1926);
11. Omar Bezerra Cascudo (1933-1936);
12. Militão Benedito Mendonça (1936-1940);
13. João Epifânio (1940-1944);
14. Miguel Guimarães (1944-1950 e 1954-1955);
15. Antônio Anacleto (cônego, 1951-1952);
16. José Aires Neto (monsenhor, 1952-1954);
17. Manoel Caminha Freire de Andrade (cônego, monsenhor, (1955);
18. Raimundo Caramuru (1955-1959);
19. Raimundo Osvaldo Rocha (1960-1988);
20. Pedro Lapo (1988-1994);
21. Dário Tórbolli (1994 e 2007);
22. Rierson Carlos (1994-2003);
23. Francisco Tarcísio Araújo (2003-2005);
24. Sandoval Matias da Silva (2005-2007);
25. Francisco Claudênis Ciríaco (2007-2009);
26. Ivan dos Santos (2009-2016).
27. Francisco Jorge Pascoal (2016-2018).
28. Francisco Davi França (2018-2020).
29. José Victor dos Santos (2020-2024)
30. Diogo Deveson de Souza e Silva - Vigário Paroquial (2021)
31. Antônio Carlos Ferreira Eufrosino - Vigário Paroquial (2021-atual)
32. José Robério de Holanda - Pároco (2024-atual)

## Comunidades
A paróquia Sant'Ana abrange geograficamente os municípios de Luís Gomes, Major Sales e Paraná, dividindo-se em dezoito comunidades, quatorze em áreas rurais e quatorze em zona urbana. Até 2010, a paróquia também englobava o município de José da Penha, que fora desmembrado para constituir a paróquia São Francisco de Assis. Em 2024, o bispo diocesano Dom Francisco de Sales Alencar Batista, O.Carm. anunciou a criação de uma área missionária que abrangerá os municípios de Major Sales e Paraná, a qual será instalada no dia 01/06/2025.
Luís Gomes

#### Zona urbana

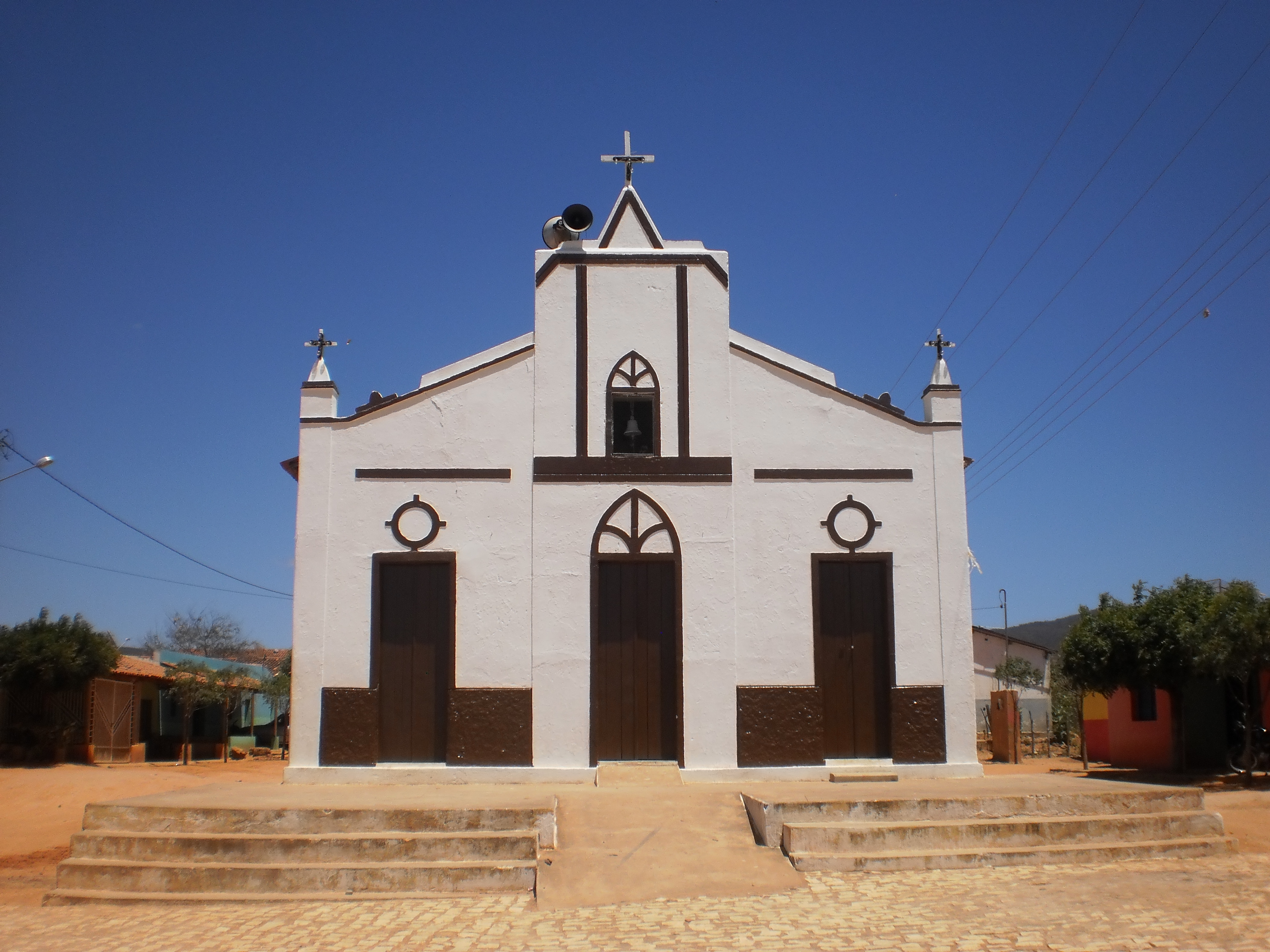
Capela Santo Antônio, sítio Pitombeira, Luís Gomes.

- Sant'Ana (Igreja Matriz);
- São José.

#### Zona rural

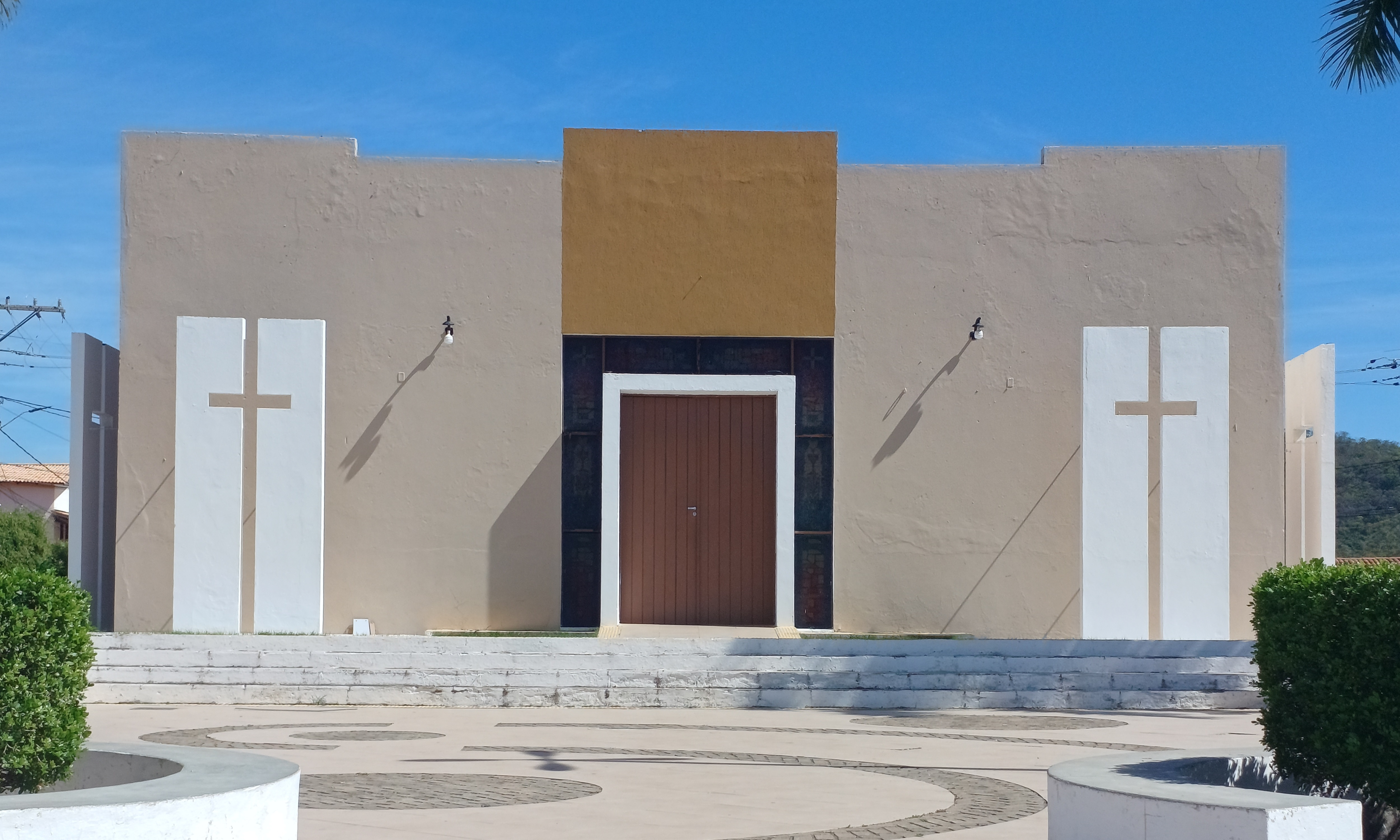
Capela de Nossa Senhora do Sagrado Coração, padroeira de Major Sales.

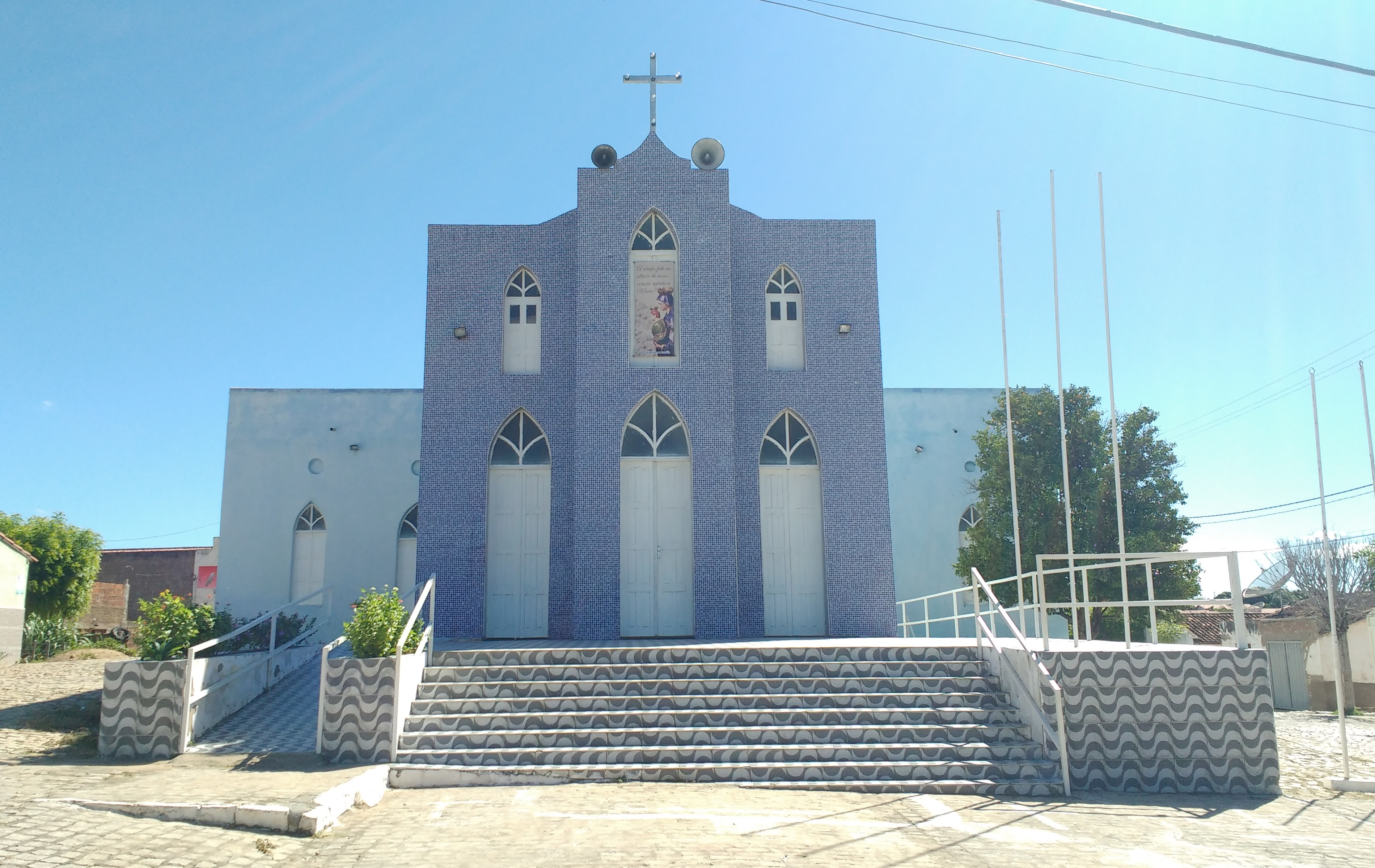
Capela de Nossa Senhora do Perpétuo Socorro, Padroeira de Paraná.

- Nossa Senhora Aparecida;
- Nossa Senhora das Dores;
- Nossa Senhora das Graças;
- Nossa Senhora do Carmo;
- Nossa Senhora dos Milagres;
- Sagrado Coração de Jesus;
- Santo Antônio;
- São Francisco;
- São Pedro.

### Major Sales

#### Zona urbana
- Nossa Senhora do Sagrado Coração (padroeiro municipal).

#### Zona rural
- Santa Terezinha;
- São José.

### Paraná

#### Zona urbana
- Nossa Senhora do Perpétuo Socorro (padroeira municipal).

#### Zona rural
- Nossa Senhora de Fátima;
- São João Batista;
- São Sebastião.